# Geografia Francji

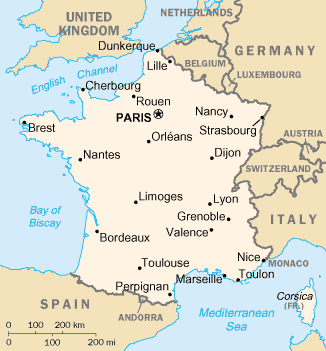
Mapa polityczna Francji

Francja – państwo położone w Europie Zachodniej. Jego zachodnią granicę wyznacza Zatoka Biskajska. Na północy od Wysp Brytyjskich oddziela ją kanał La Manche, a na południowym wschodzie granicę wyznacza Morze Śródziemne. Południową granicę z Hiszpanią i Andorą stanowią Pireneje. Od wschodu sąsiaduje z centralną częścią Europy (Niemcy, Belgia, Luksemburg, Szwajcaria, Włochy), natomiast od strony południowo-wschodniej graniczy z Księstwem Monako. Jest trzecim co do wielkości państwem Europy (po Rosji i Ukrainie). Rzeźba terenu, klimat i krajobraz wykazują dużą różnorodność. Francję cechuje jeden z najwyższych wskaźników HDI wśród państw świata.

## Powierzchnia, skrajne punkty i granice

### Powierzchnia
- Francja metropolitalna: 551 695 km²
- Francja metropolitalna (bez jezior i lodowców większych niż 1 km²): 543 965 km²

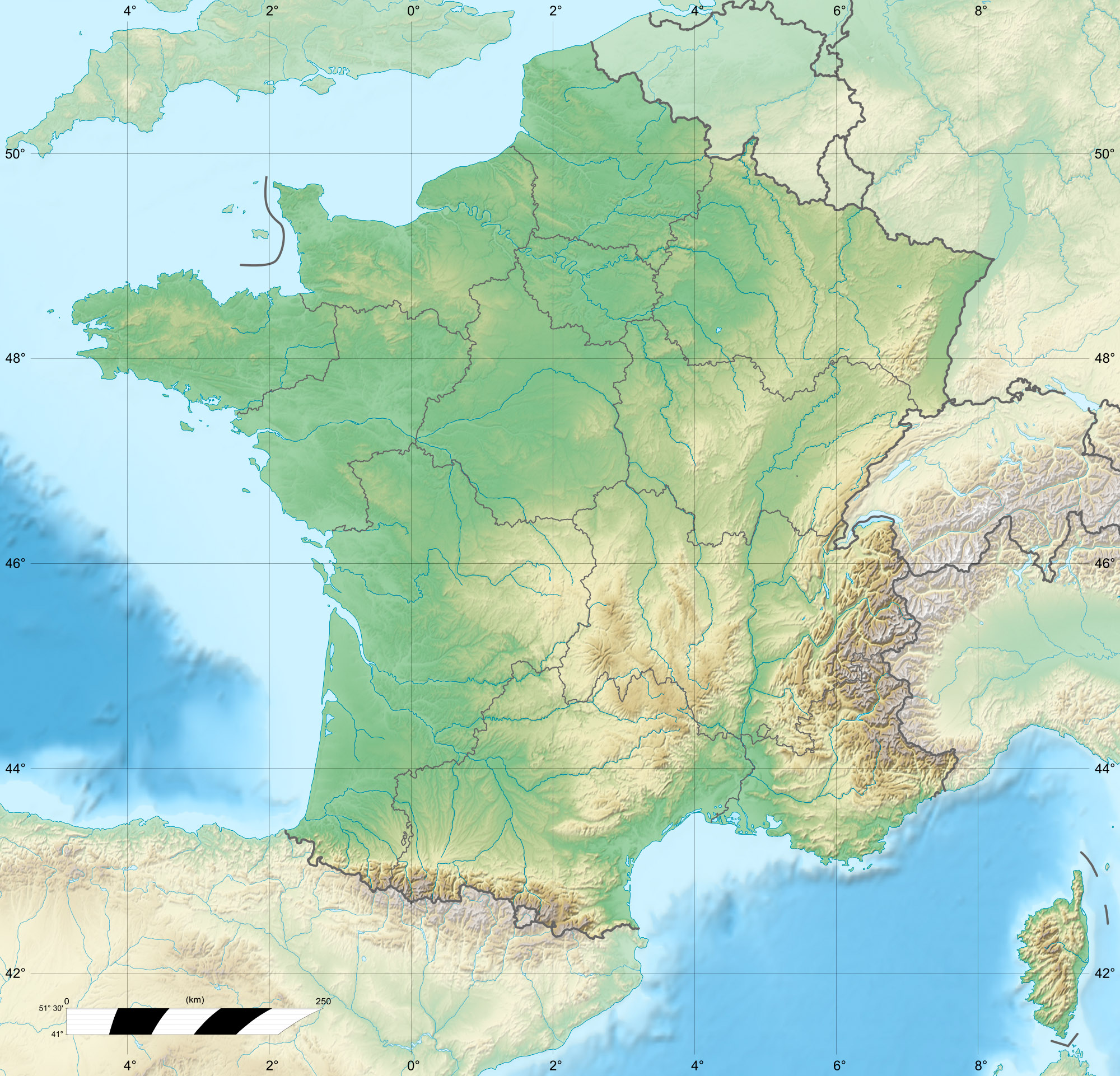
Granice regionów Francji na tle wód, ukształtowania powierzchni przedstawionego za pomocą barw hipsometrycznych i cieniowania (pusta mapa fizyczna)

### Skrajne punkty
- Na północ – Bray-Dunes, Nord 51°05′N 2°32′E/51,083333 2,533333
- Na południe – Îles Lavezzi, na Korsyce 41°20′N 9°15′E/41,333333 9,250000
- Na zachód – Île d’Ouessant, w Bretanii 48°27′N 5°08′W/48,450000 -5,133333
- Na wschód – okolice Cervione, Haute-Corse 42°17′N 9°33′E/42,283333 9,550000

### Granice
Francja graniczy z następującymi państwami:
- Andora – 56,6 km linii granicznej
- Belgia – 620 km linii granicznej
- Hiszpania – 623 km linii granicznej
- Luksemburg – 73 km linii granicznej
- Monako – 4,4 km linii granicznej
- Niemcy – 451 km linii granicznej
- Szwajcaria – 573 km linii granicznej
- Włochy – 488 km linii granicznej
- Brazylia (Gujana Francuska) – 730,4 km linii granicznej
- Surinam (Gujana Francuska) – 510 km linii granicznej
- Holandia (Sint Maarten) – 10 km linii granicznej

Linia brzegowa: 3 427 km (2 783 km z wyłączeniem wysp).

## Ukształtowanie poziome
Francja posiada dwa wybrzeża. Pierwszym jest wybrzeże Oceanu Atlantyckiego, które stanowi aż 67% ogólnej długości brzegu morskiego, a drugim wybrzeże Morza Śródziemnego (nazywane też Lazurowym Wybrzeżem). Stanowi ono 23% długości linii brzegowej Francji. Pozostałe 10% to brzegi wysp. Główny udział ma tutaj największa wyspa Francji – Korsyka – usytuowana na Morzu Śródziemnym, którą od stałego lądu Europy dzieli Morze Liguryjskie.

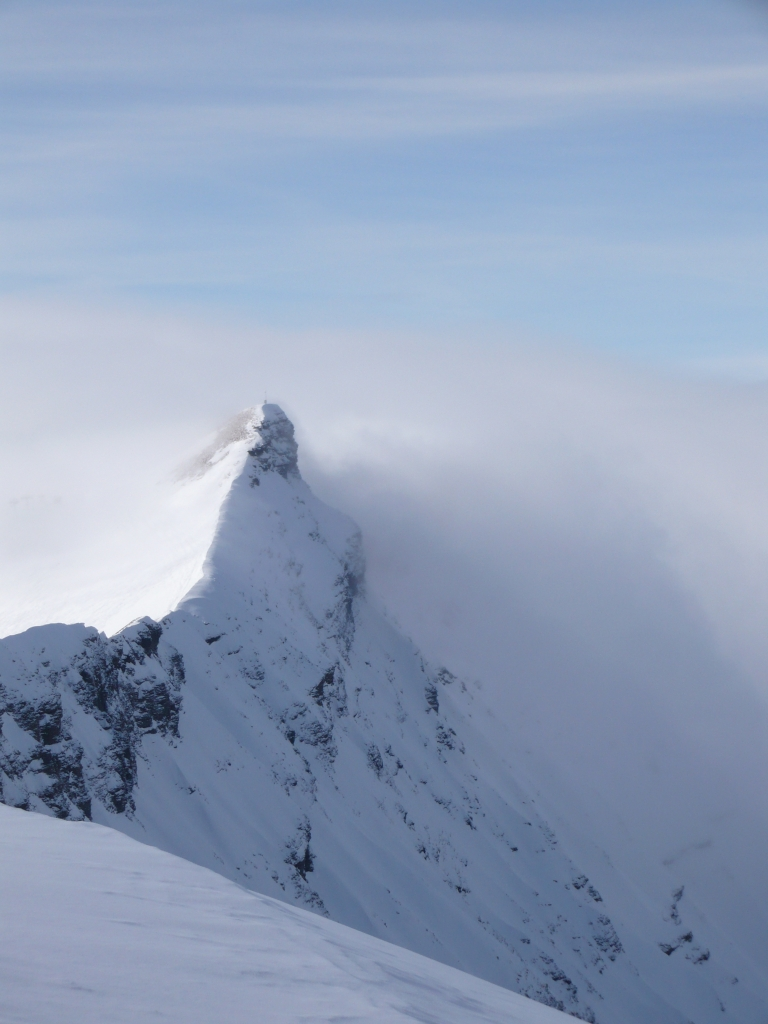
Alpy wysokogórskie

Wybrzeże atlantyckie ma dobrze rozwiniętą linię brzegową. Jego południowa część, nad Zatoką Biskajską, jest wyrównana i praktycznie pozbawiona półwyspów i zatok. Około 50 km na północ od 45° N linia brzegowa zaczyna ulegać nagłym zmianom. Wyróżnia się tutaj głęboka i wąska zatoka Gironde, która jest przedłużonym ujściem południowej rzeki Francji – Garonny. Dalej na północ linia brzegowa lekko zakręca w kierunku zachodnim i jest bardziej urozmaicona. Składają się na nią zatoki i półwyspy oraz liczne wyspy przybrzeżne. Linia brzegowa biegnie dalej na północ i zachód, przyjmując charakterystyczny kształt rogu. Na zachodnim krańcu kraju leży największy półwysep – Półwysep Bretoński, o powierzchni około 24 tysięcy km². Brzeg morski na wschodzie jest zróżnicowany (półwyspy i przybrzeżne wyspy). Na wysokości Paryża znajduje się wysunięty w kierunku północnym drugi co do wielkości Półwysep Cotentin o powierzchni 2 tysięcy km². Linia brzegowa prowadzi następnie na północny wschód i jest nieco mniej urozmaicona. Normandzkie wybrzeże i wybrzeże Pikardii tworzą wyrównane odcinki. Są one oddzielone niewielkimi i wąskimi zatokami, będącymi przedłużeniem ujść rzek: Sekwany i Sommy. W pobliżu granicy z Belgią wybrzeże jest niemal całkowicie wyrównane.
Linia brzegowa Morza Śródziemnego nie jest tak urozmaicona, jak linia brzegowa Atlantyku i wchodzącego w jego skład kanału La Manche. Ciągnąca się od Hiszpanii Zatoka Lwia ma wyrównaną linię brzegową. Kierując się na wschód, mniej więcej od ujścia Rodanu, brzeg morski staje się bardziej urozmaicony. Do granicy z Włochami linia brzegowa ma serię niewielkich skalistych półwyspów wysuniętych w głąb morza na zaledwie kilka kilometrów.
Budowa pobrzeży morskich jest różnorodna. Południowa część pobrzeża atlantyckiego jest generalnie płaska, a w niektórych miejscach, zwłaszcza w rejonie miasta Arcachon (okolice Bordeaux) znajdują się wydmy. Wybrzeże Bretanii to prawie w całości klify ze ścianami o wysokości dochodzącej do 100 m. Wybrzeża normandzkie są niskie i piaszczyste, a śródziemnomorskie jest niskie, poza skalistymi odcinkami w rejonie Agde i Sète. W rejonach ujść rzecznych wybrzeże jest podmokłe. Wschodnia część wybrzeża jest zbudowana z twardych i odpornych skał. Występują tam formy zbliżone do riasowych i klifowych. W obniżeniach Lazurowego Wybrzeża występują plaże.
Wokół wybrzeża Francji ciągną się setki przybrzeżnych wysp. Najwięcej ich posiada wybrzeże atlantyckie. Łańcuchy wysp ciągną się od zatoki Gironde do północnej części półwyspu Cotentin. Największą z nich jest Oléron o powierzchni 175 km². Wzdłuż brzegu śródziemnomorskiego jest ich zdecydowanie mniej. Nieliczne przybrzeżne wyspy są ulokowane mniej więcej od ujścia Rodanu do okolic Cannes. Największa wyspa to Korsyka  o powierzchni 8680 km², która znajduje się 150 km na południowy wschód od brzegów Lazurowego Wybrzeża.

## Budowa geologiczna i rzeźba
Terytorium Francji cechuje zróżnicowanie krajobrazu i rzeźby terenu. Ponad połowa powierzchni kraju zajmują płaskie i pagórkowate niziny o wysokości do 200 m n.p.m. Średnia wysokość kraju wynosi 342 m n.p.m. Obszary o wysokości 100–250 m n.p.m. zajmują 36,4%, a tereny o wysokości 250–500 m n.p.m. kolejne 20,4%. Resztę stanowią obszary niskich i średnich gór, a 1,5% powierzchni Francji zajmują góry wysokie, powyżej 2000 m n.p.m. Duża część kraju jest nizinna, a charakterystycznym elementem ukształtowania Francji są tzw. baseny, czyli tereny położone na niskich wysokościach otoczone terenami wyższymi. Obszary wybitnie nizinne zajmują 25,4%.
Starymi obszarami górskimi i wyżynami złożonymi z hercyńskich masywów o zrębowej budowie są: Masyw Armorykański, leżący w obrębie Półwyspu Bretońskiego, Masyw Centralny, leżący w południowej części kraju, i leżące na wschodnim skraju Francji Wogezy  - te ostatnie są ułożone równolegle do niemieckiego Schwarzwaldu. Obszary te są rozdzielone sedymentacyjnymi obniżeniami, czyli wspomnianymi wyżej basenami. Głównymi basenami są: Basen Paryski, na terenie którego znajduje się stolica Francji i leżący w zachodniej części kraju Basen Akwitański, na którego obszarze płynie rzeka Garonna. Leżący u nasady Półwyspu Bretońskiego Basen Loary, został nazwany od rzeki, która ma w nim główną część swojego dorzecza. Baseny składają się z utworów pochodzących z mezozoiku i trzeciorzędu. Na południowym zachodzie i wschodzie rozciąga się obszar młodych fałdowań – alpejskich. Należą do nich Pireneje na południowym skraju Francji i Alpy na południowym wschodzie.

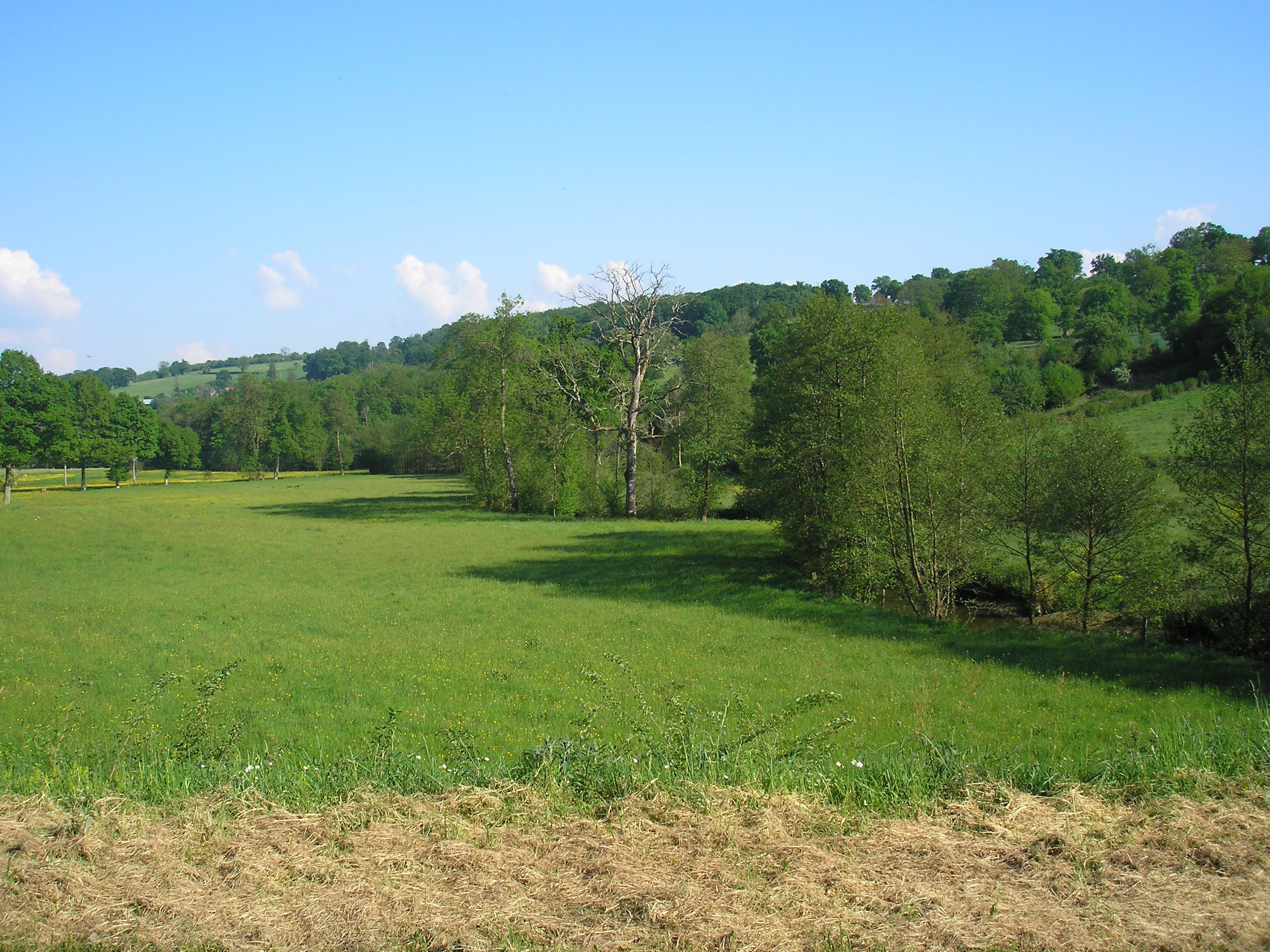
Normandia

### Basen Paryski
Basen Paryski leżący pomiędzy Masywem Armorykańskim, Masywem Centralnym, Wogezami, Ardenami i wybrzeżem kanału La Manche, spoczywa na starym hercyńskim podłożu. Obszar ten ma postać otwartej równiny nachylonej w kierunku północnym. Centralną część basenu zajmuje region Île-de-France. Jest on zbudowany z trzeciorzędowych wapieni i piaskowców i wznosi się na wysokości od 90 do 180 m n.p.m. Rozcina go gęsta sieć zbiegających się tu dopływów Sekwany. Od południowego wschodu Basenu Paryskiego rozciąga się południowo-wschodni i środkowy region Loary. Od północy basen zamyka region nadbrzeżny obejmujący wschodnią Normandię i Pikardię. Na wschodzie wznoszą się do 390 m n.p.m. progi Lotaryngii. Progi te zbudowane są z triasowych wapieni.

### Basen Akwitański
Na południowym zachodzie Basen Paryski łączy się z Basenem Akwitańskim poprzez bramę Poitou i Aunis. Jego większa część jest wypełniona utworami trzeciorzędowymi w postaci glin i margli. W północno-wschodniej części Basenu Akwitańskiego występują jurajskie wapienie. Doliny rzeczne basenu wyścielone są pochodzącymi z czwartorzędu pokrywami piaskowo-żwirowymi o dużej miąższości. Zachodnia część basenu – Landy, to płaska nizina nadmorska zasypywane przez nadmorskie piaski.

### Masyw Armorykański
Ten masyw jest obszarem niewysokich wzniesień, maksymalnie do 417 m n.p.m. Zbudowany jest z odpornych granitów i gnejsów oraz kwarcytów pochodzących z prekambru. Masyw ten jest mocno rozczłonkowany, a jego obniżenia wypełniają młodsze osady geologiczne – łupki krystaliczne o mniejszej odporności niż granity i gnejsy.

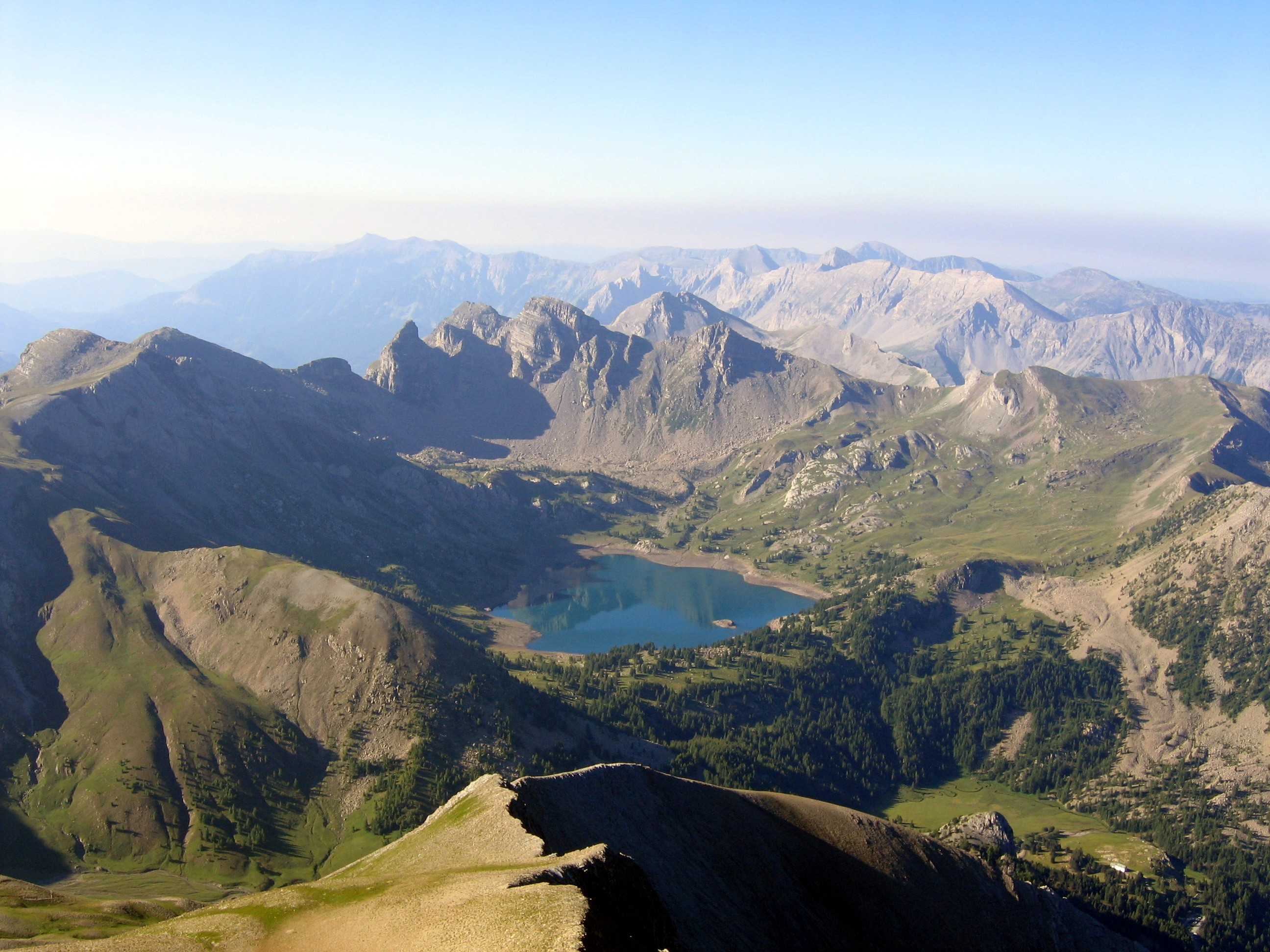
Prowansja – Alpy

### Masyw Centralny
Masyw Centralny leżący na wschód od Basenu Akwitańskiego, jest wyżynno-górzystym, hercyńskim zrębem zajmującym 1/6 powierzchni Francji. Cechą tego obszaru jest różnorodność rzeźby. Występują tam głęboko wcięte doliny rzeczne i masywy. Najwyżej położona jest jego południowa część, gdzie wznosi się Mont Lozère, o wysokości 1702 m n.p.m. Wysoka jest także wschodnia część masywu, gdzie znajduje się Mont Mèzenc, o wysokości 1754 m n.p.m. Najwyższe szczyty masywu są wygasłymi stożkami wulkanicznymi, gdzie najwyższym szczytem Masywu Centralnego jest Puy de Sancy, wznoszący się na 1885 m n.p.m. Krajobraz wulkaniczny jest charakterystyczny dla tego regionu.

### Wogezy i Ardeny
Wogezy, będące wypiętrzeniem tektonicznym, są od wschodu ograniczone Rowem Renu, zaś od zachodu obszar się obniża przechodząc w Basen Paryski. Wogezy są średnio-niskimi górami, których najwyższy szczyt, Grand Ballon, wznosi się na 1426 m n.p.m. Południowa część – Wogezy Wysokie – zbudowana jest ze skał krystalicznych, w skład których wchodzą głównie granity. Część północna – Wogezy Niskie – których średnia wysokość wynosi od 800 do 1000 m n.p.m., zbudowana jest z mezozoicznych piaskowców. Te góry zrębowe zostały wypiętrzone w czasie trzeciorzędowych ruchów górotwórczych.
Ardeny są masywem górskim, którego zachodnia krawędź leży na obszarze Francji, reszta zaś na terenie Belgii. Góry te są przedłużeniem Reńskich Gór Łupkowych. Ardeny są górami bardzo niskimi, których średnia wysokości wynosi zaledwie od 450 do 500 m n.p.m.

### Obniżenie Rodanu i Saony
Obniżenia te leżą na wschód od Masywu Centralnego, na dnie których płynie Rodan i wpadająca do niego od północy Saona. Część północną rowu (obniżenie Saony) o przebiegu południkowym stanowi płyta zbudowana z wapieni jurajskich, które są przykryte osadami trzeciorzędowymi. W części środkowej, gdzie Saona wpada do Rodanu, i dalej na południe przeważa materiał morenowy i fluwioglacjalny, który wypełnia dolinę. Intensywna działalność akumulacyjna Rodanu spowodowała wytworzenie się delty na odcinku ujściowym. W strefie ujścia Rodanu licznie występują jeziora.

### Alpy
Alpy są najwyższym obszarem górskim Francji. Obszary wchodzące w skład Alp Zachodnich ciągną się pasmem o szerokości 100 – 150 km wzdłuż wschodnich granic Francji. Mają budowę płaszczowinową, a ich trzon stanowią krystaliczne masywy wewnętrzne, które pokrywają skały osadowe. Część północna Alp francuskich to: Alpy Graickie, Sabaudzkie i Delfinackie. Obszar ten składa się z masywów poprzecinanych dolinami. W tej część pasa górskiego wznosi się najwyższy szczyt Francji i Europy – Mont Blanc, o wysokości 4807 m n.p.m. Obszar tej części Alp charakteryzuje się krajobrazem glacjalnym. Podłużna depresja tektoniczna Bruzdy Alpejskiej oddziela północną część gór od południowej. Południowa część to: Alpy Kotyjskie, Nadmorskie i Prowansalskie. Góry te mają bardzo skomplikowana budowę. Południowa część jest niższa, ale góry te i tak są dość wysokie, najwyższe szczyty leżące w Alpach Kotyjskich wznoszą się do 3370 m n.p.m. Doliny występujące w południowej części Alp francuskich mają charakter kanionów i są niedostępne.

### Jura
Te średniej wysokości góry przylegają do Alp od północnego zachodu i stanowią przedalpejski obszar młodych gór. Fałdowe obszary tychże gór zbudowane są z jurajskich i kredowych wapieni. Ich północno-zachodnia część ma charakter wyżynny i gdzie teren opada ku dolinie Saony. Najwyższym szczytem Jury jest Crêt de la Neige o wysokości 1723 m n.p.m.

### Pireneje
Pireneje stanowią naturalną granicę Francji z Hiszpanią i ciągną się na prawie całej długości styku zwartego lądu Europy i Półwyspu Iberyjskiego. Góry rozpoczynają swój bieg około 40 km od miasta Perpignan, skąd ciągną się pasmem na długości ponad 300 km. Na zachodnim krańcu ich obszar leży już poza granicami Francji. Francuska część łańcucha Pirenejów ma szerokość 30 – 40 km. Pireneje zarówno po hiszpańskiej, jak i francuskiej stronie należą do gór wysokich, których średnie wysokości wynoszą od 2500 do 3000 m n.p.m. Wyższe partie gór mają charakter glacjalny, a niższe fluwialny. Trzon Pirenejów zbudowany jest z utworów krystalicznych starego masywu hercyńskiego. Najwyższy szczyt francuskich Pirenejów – Vignemale wznosi się na 3298 m n.p.m.

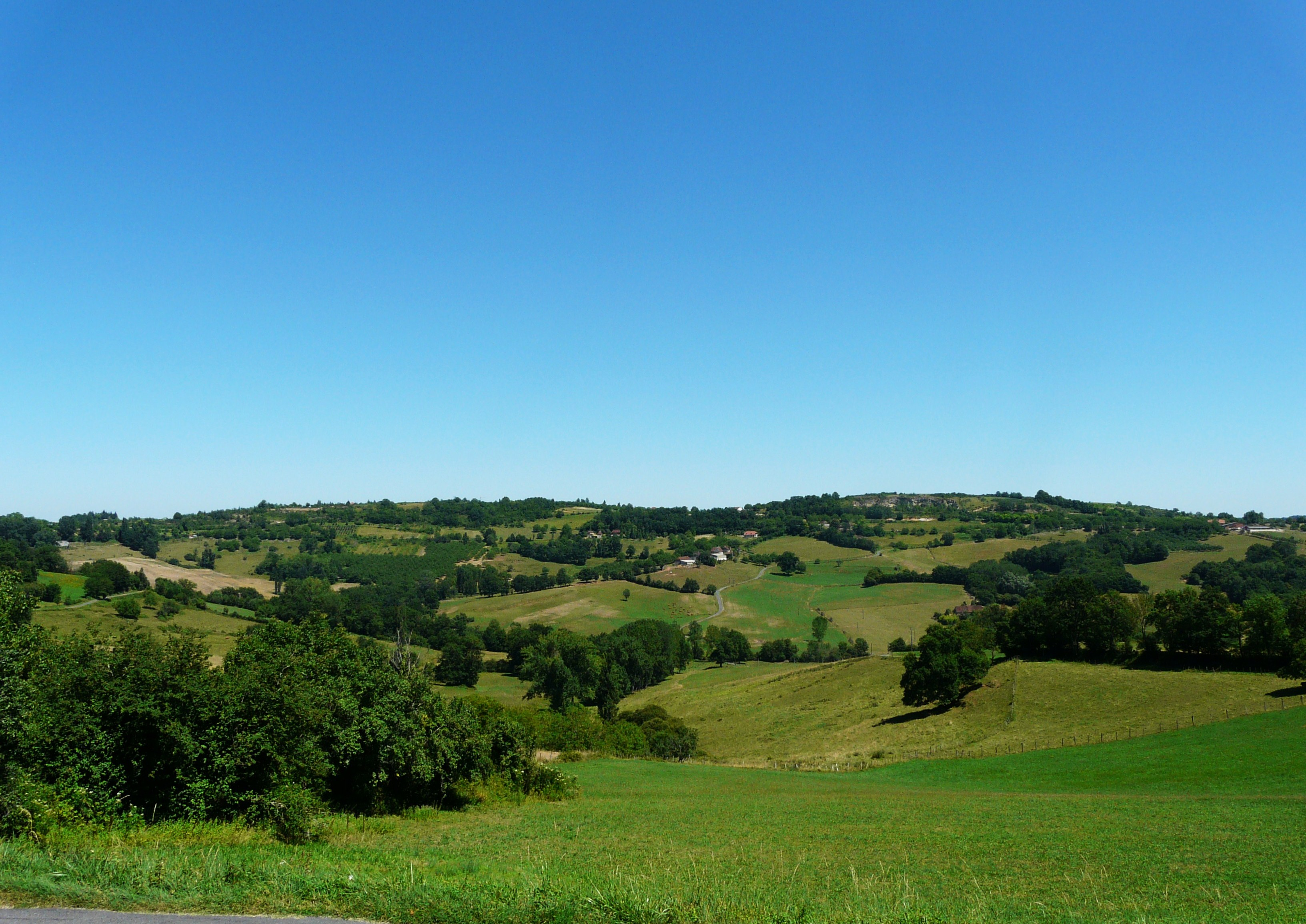
Akwitania

## Klimat
Ze względu na duży obszar, jaki zajmuje Francja i ukształtowanie powierzchni, klimat kraju jest zróżnicowany i można go podzielić na cztery typy. Są to klimat umiarkowany oceaniczny, klimat umiarkowany przejściowy z cechami kontynentalnymi, klimat podzwrotnikowy (śródziemnomorski) i klimat górski. Największe obszary należą do strefy klimatów umiarkowanych z uwzględnieniem także górskiego, który cechuje się piętrowością. Na dużo mniejszych terenach oddziałuje klimat podzwrotnikowy – występujący na pobrzeżach południowej Francji, sięgając około 100 km na północ i do 200 km w regionach leżących nad Zatoką Biskajską, gdzie występuje oceaniczna odmiana klimatu podzwrotnikowego.

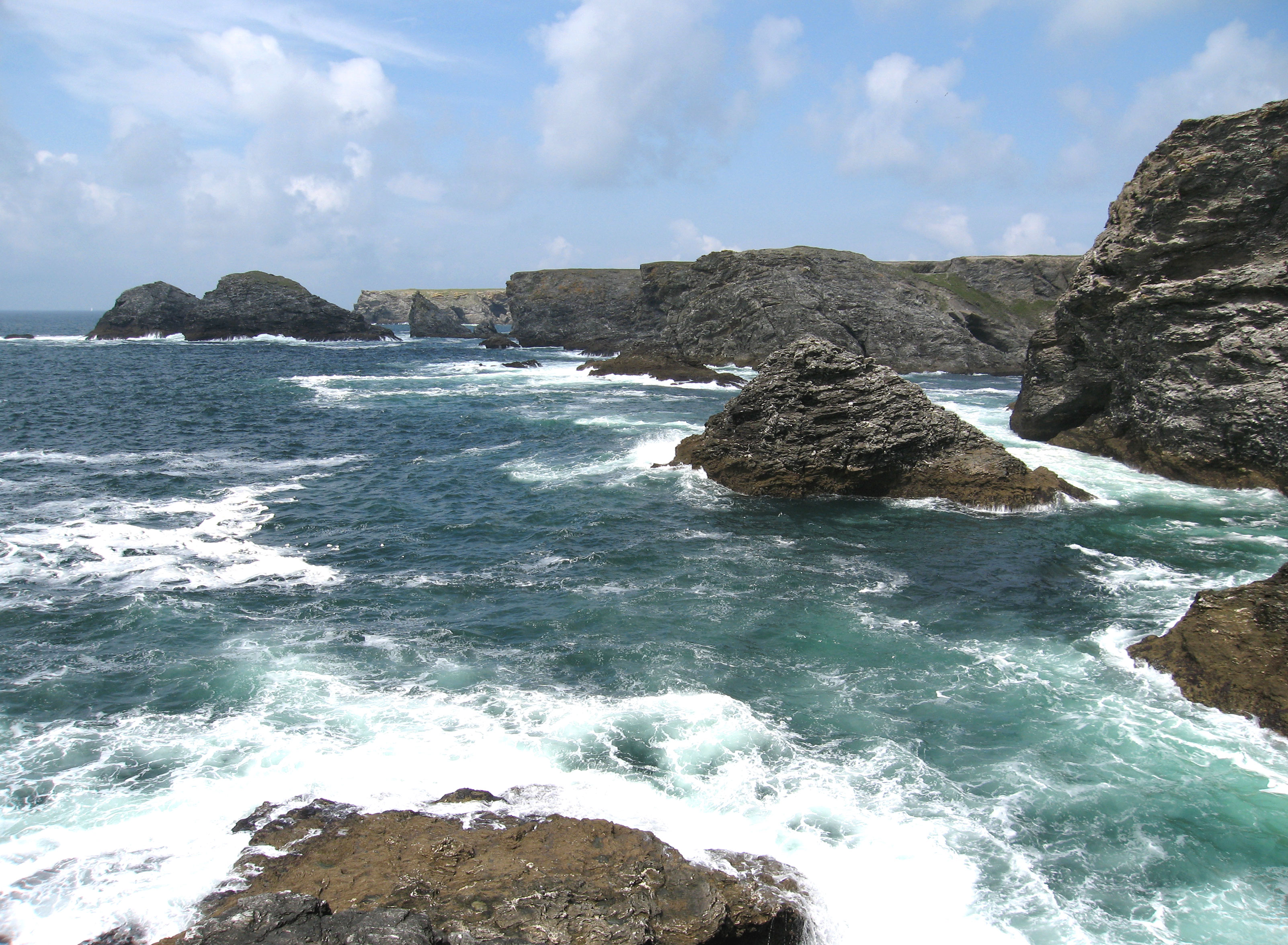
Wybrzeże Bretanii

### Klimat umiarkowany oceaniczny
Klimat ten obejmuje zachodnią część Francji, wybrzeże Oceanu Atlantyckiego, gdzie na zachmurzenie (opady, wilgotność i temperatury) ma wpływ powietrze znad oceanu. Najbardziej intensywne wpływy morskie są w Bretanii, której półwysep sięga ponad 100 km w głąb oceanu, tworząc swoisty róg.
Klimat tych obszarów cechuje się dużą wilgotnością powietrza i znacznych opadach deszczu. Średnie sumy opadów wynoszą od 700 do 1000 mm rocznie. Opady występują głównie w postaci deszczu, a liczba dni z opadami śniegu jest niewielka. Rocznie notuje się 200 dni z opadami.
Temperatury mają łagodny przebieg roczny, jak i dobowy. Najbardziej łagodne wartości reprezentuje zachodnia Bretania i tam też liczba dni mroźnych jest niewielka. Średnio jest tam 15–16 dni z mrozami. Zimą w najchłodniejszym miesiącu, styczniu, średnia temperatura wynosi 7°C i obniża się w miarę oddalania się od oceanu. Latem jest chłodno i maksymalne wartości dla Bretanii to 17°C.
Paryż – stolica kraju leży na pograniczu wpływu oceanu i wnętrza europejskiego lądu. Panuje więc tam klimat bardziej zbliżony do przejściowego, choć przeważa wpływ oceanu. Zimą wartości termiczne wynoszą około 4 – 5°C, latem zaś 18 – 19°C. Opady są niższe niż w Bretanii i wynoszą nieco ponad 600 mm rocznie.

### Klimat umiarkowany przejściowy
Klimat umiarkowany przejściowy obejmuje środkowo-północną i północno-wschodnią część Francji. Na zachodnim skraju jego panowania znajduje się Paryż, leżący mniej więcej na styku z typem klimatu umiarkowanego oceanicznego. Na wschód ciągnie się do granicy z Niemcami, gdzie w Nancy nabiera widocznych cech kontynentalnych. Jednakże warto tu dodać, że obszary wschodniej Francji są zaliczane do klimatu umiarkowanego przejściowego, tak samo jak Polska.
Na tych terenach wpływ oceanu jest mniejszy. Zimy są bardziej surowe, a lata cieplejsze, ale obfitujące w opady. W półroczu zimowym we wschodniej Francji opady mają głównie postać śniegu, wiosną, latem i jesienią – deszczu. Opady zmniejszają się w kierunku wschodnim z około 700 do 600 mm rocznie. Liczba dni z opadami wynosi w granicach 150 rocznie.
Temperatury na przykładzie Nancy wynoszą w styczniu około 0°C, gdzie w nocy powszechne są przymrozki i mrozy. Latem zaś jest ciepło i średnie wartości wynoszą 19°C. Latem występują dni z upałami, a ich liczba, podobnie jak w wielu innych krajach z klimatem przejściowym, jest co roku inna. Średnio rocznie notuje się do 80 – 90 dni mroźnych.

### Klimat podzwrotnikowy
Klimat podzwrotnikowy, który występuje na południu Francji z pominięciem obszarów alpejskich i wysokich Pirenejów, dzieli się na dwie odmiany. Pierwszą jest odmiana śródziemnomorska, obejmująca całą Prowansję i Langwedocję, nad Morzem Śródziemnym. Druga odmiana to bardziej oceaniczna, występująca nad Zatoką Biskajską.

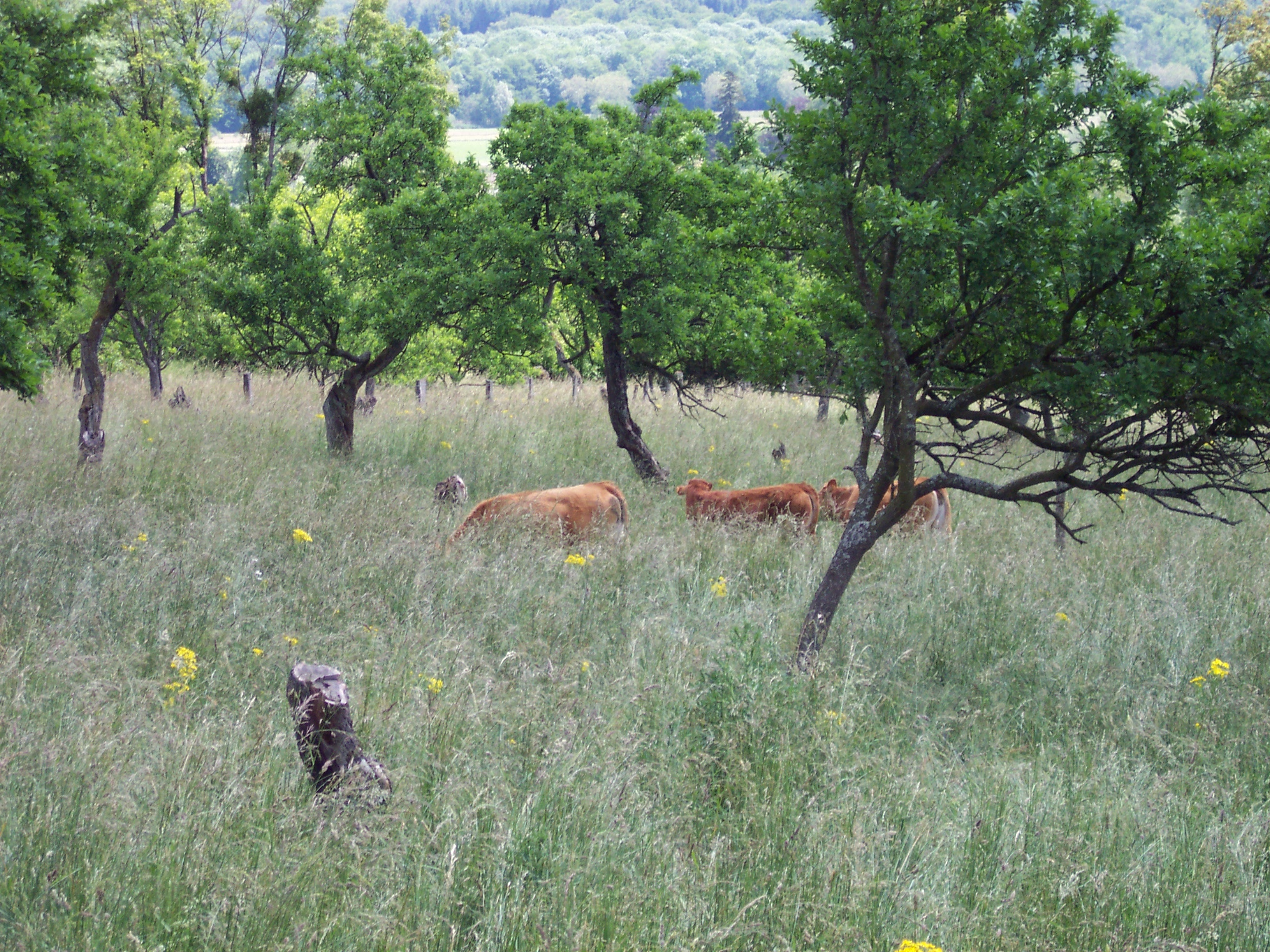
Roślinność południowej Francji

Klimat śródziemnomorski cechuje się łagodną i deszczową zimą oraz bardzo ciepłym (z dość dużą liczbą dni upalnych) i suchym latem. Opady deszczu są nie są zbyt wysokie i skupiają się w okresie jesienno-zimowym, obejmując też okres wiosenny. Lato, zaczynające się w maju i kończące się w październiku, jest w zasadzie suche, deszcze występują rzadko. Średnia roczna suma opadów wynosi 540 mm. W mieście Marignane opady roczne dochodzą do 800 mm. W Marsylii opady dochodzą do 600 mm rocznie. Śnieg należy do rzadkości.
Temperatury zimą są łagodne i rzadko obniżają się poniżej 10°C. Średnia wartość dla całego regionu to 7,5°C. Latem jest bardzo ciepło i średnie wartości oscylują w granicach 22 – 24°C. Liczba dni mroźnych jest niewielka, średnio 10 – 15 w roku.
Główne różnice klimatu o wpływach oceanicznych od klimatu śródziemnomorskiego to większa wilgotność, nieco wyższe opady i większa liczba dni wietrznych, szczególnie nad samym wybrzeżem oceanu. W rejonie w przy granicy z Hiszpanią różnicą są także nieco niższe, łagodniejsze temperatury.

### Klimat górski
Górska odmiana klimatu występuje w Alpach i w Pirenejach oraz nakłada się zarówno na obszar klimatu umiarkowanego, jak i podzwrotnikowego. Uwidacznia się więc tam, gdzie występują wysokie góry i piętrowość klimatyczno-roślinna. Na tych obszarach podstawową cechą jest obniżanie się temperatury wraz z wysokością, o około 0,6°C na każde 100 m. Drugą ważną cechą jest wzrost opadów wraz ze wzrostem wysokości.
Na obszarze Francji, w górach opady są najwyższe i sięgają 3000 mm rocznie. W półroczu zimowym występują w postaci śniegu, latem – deszczu. Wysoko w górach ponad 2500 m n.p.m. – tylko śniegu. Tam też na tych wysokościach przebiega granica wiecznego śniegu.
U podnóża gór temperatury są zbliżone do wartości charakterystycznych dla danego regionu. Wysoko w górach rzadko przekraczają 0°C, a na wysokościach ponad 2500 m n.p.m. cały rok panuje mróz umożliwiając istnienie wiecznego śniegu i lodowców.

### Mistral
Cechą lokalnego francuskiego klimatu jest występowanie wiatrów nazywanych mistralami. Poziomy ruch różnych mas powietrza w atmosferze powoduje występowanie wiatrów o kierunkach uwarunkowanych ukształtowaniem terenu. W dolinie Rodanu występuje mistral, który jest zimnym i suchym wiatrem obniżającym temperaturę, ale przynoszącym słoneczną i bezchmurną pogodę. Wiatr ten wieje w kierunku wybrzeży Morza Śródziemnego i występuje w okresie wiosenno-zimowym.

## Wody

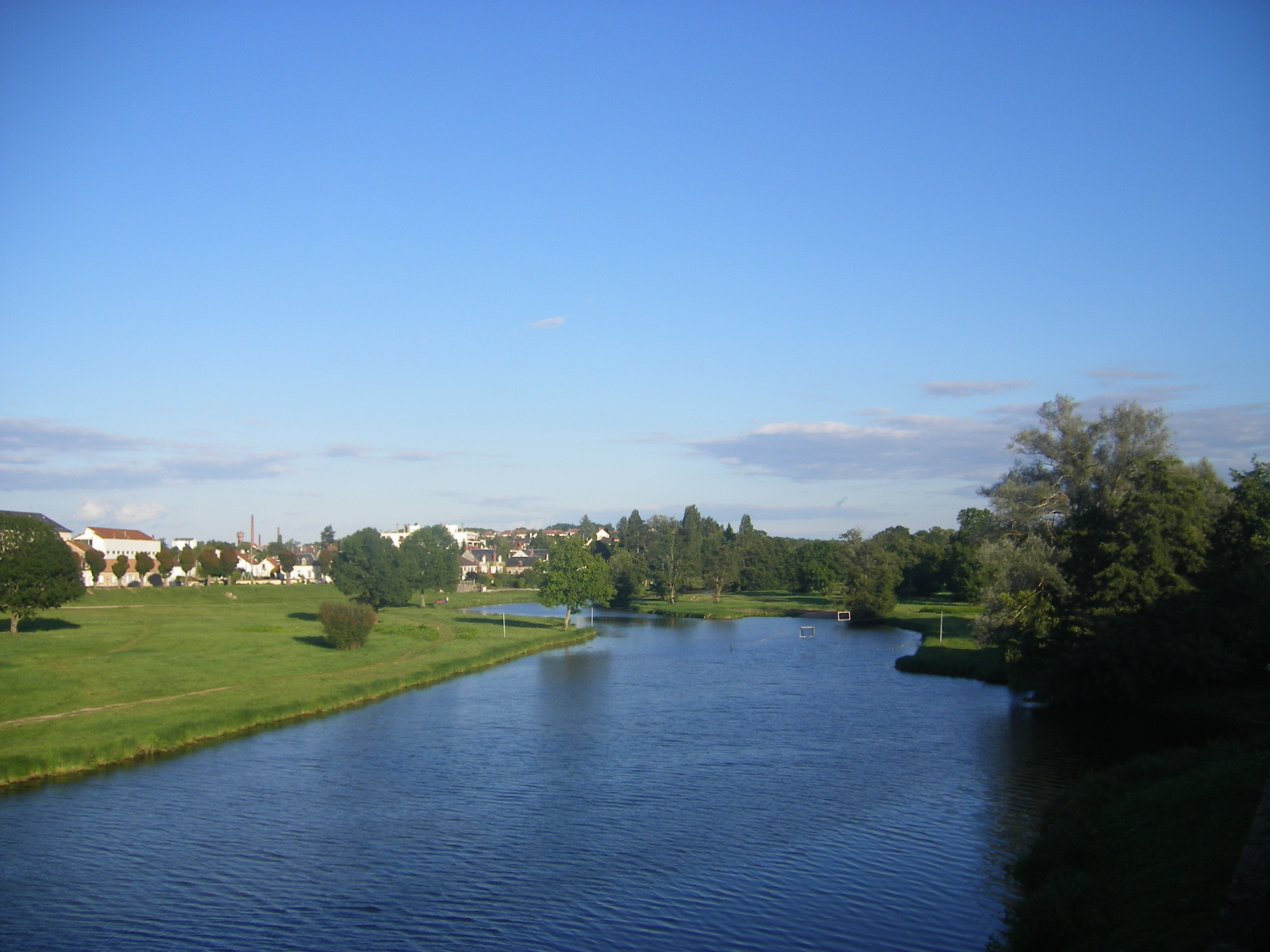
Loara najdłuższa rzeka we Francji

Sieć rzeczna Francji jest gęsta w związku występowaniem dużych opadów deszczu i śniegu na obszarach górskich i ogólnie dostatecznej ilości deszczu na obszarze całego kraju. Poza rzekami występują liczne kanały zbudowane przez człowieka w celu ułatwienia transportu wodnego. Łączna długość kanałów wynosi 4450 km. Kanał Briare (najstarszy, z XVII w.) łączy Loarę z Sekwaną, Burgundzki – Saonę z Sekwaną, Centralny – Loarę z Saoną, kanały Marna-Ren i Marna–Saona łączą Sekwanę z Renem i Rodanem; Kanał Południowy – Garonnę z Morzem Śródziemnym. Głównym recypientem rzek Francji jest Ocean Atlantycki (Zatoka Biskajska, kanał La Manche), do którego uchodzi większość rzek kraju. Drugim co do wielkości zlewiskiem jest zlewisko Morza Śródziemnego, do którego należą rzeki płynące głównie we wschodniej i południowej Francji.
Najważniejszą, a zarazem najdłuższą rzeką jest Loara, która ma 1020 km długości i powierzchnię dorzecza 115 120 km². Rzeka ta bierze swój początek w Masywie Centralnym i płynąc na północ tworzy długi łuk, by skierować swój bieg w kierunku Oceanu Atlantyckiego. Loara charakteryzuje się wysokimi stanami wody w zimie. Drugą ważną rzeką jest Sekwana, która płynąc przez północną Francję uchodzi do kanału La Manche. Sekwana jest rzeką nizinną i ma swe źródła na wysokości zaledwie 471 m n.p.m. Sekwana jest długa na 776 km, a powierzchnia jej dorzecza wynosi 90 tys. km². Kolejną ważną rzeką jest Rodan, który uchodzi do Morza Śródziemnego, a wypływa z lodowców w centralnej Szwajcarii. Rodan jest długi na 812 km, lecz długość jego biegu na terytorium Francji wynosi tylko 522 km. Powierzchnia dorzecza jest zbliżona do powierzchni Sekwany. Rodan jest najzasobniejszą w wodę rzeką Francji, ze względu na charakter źródła – wypływa z lodowców, a po drodze jest zasilany licznymi wodami górskimi i opadami. Przepływ wynosi 1800 m³/s. Czwartą ważną rzeką kraju jest wypływająca z Pirenejów w Hiszpanii Garonna, która uchodzi do wód Zatoki Biskajskiej. Garonna liczy 575 km, a na obszarze Francji – 524 km. Garonna charakteryzuje się gwałtownymi wezbraniami.
Jeziora we Francji są nieliczne. Największym jest Jezioro Genewskie, które Francja dzieli ze Szwajcarią. W delcie Rodanu, w Langwedocji i wzdłuż Zatoki Biskajskiej, występują liczne jeziora przybrzeżne.
Wysoko w Alpach występują lodowce, których powierzchnia w wyniku globalnego ocieplenia ulega zmniejszaniu.

## Gleby
Gleby Francji są w większości żyzne. Na przeważającej części obszaru kraju występują gleby brunatne, utworzone pod lasami liściastymi. Gleby brunatne, jak i też płowe, występują na obszarach nizinnych i są powszechnie wykorzystywane rolniczo. Obszary nizinne klimatu śródziemnomorskiego są pokryte glebami czerwonymi – „terra rossa”, które wytworzyły się na skałach wapiennych. Na wybrzeżu atlantyckim występują gleby bielicowe, a dna dolin rzecznych wypełniają mady. Tereny górskie pokrywają gleby brunatne kwaśne, które zawierają dużo części szkieletowych. Gleby te występują pod lasami iglastymi.

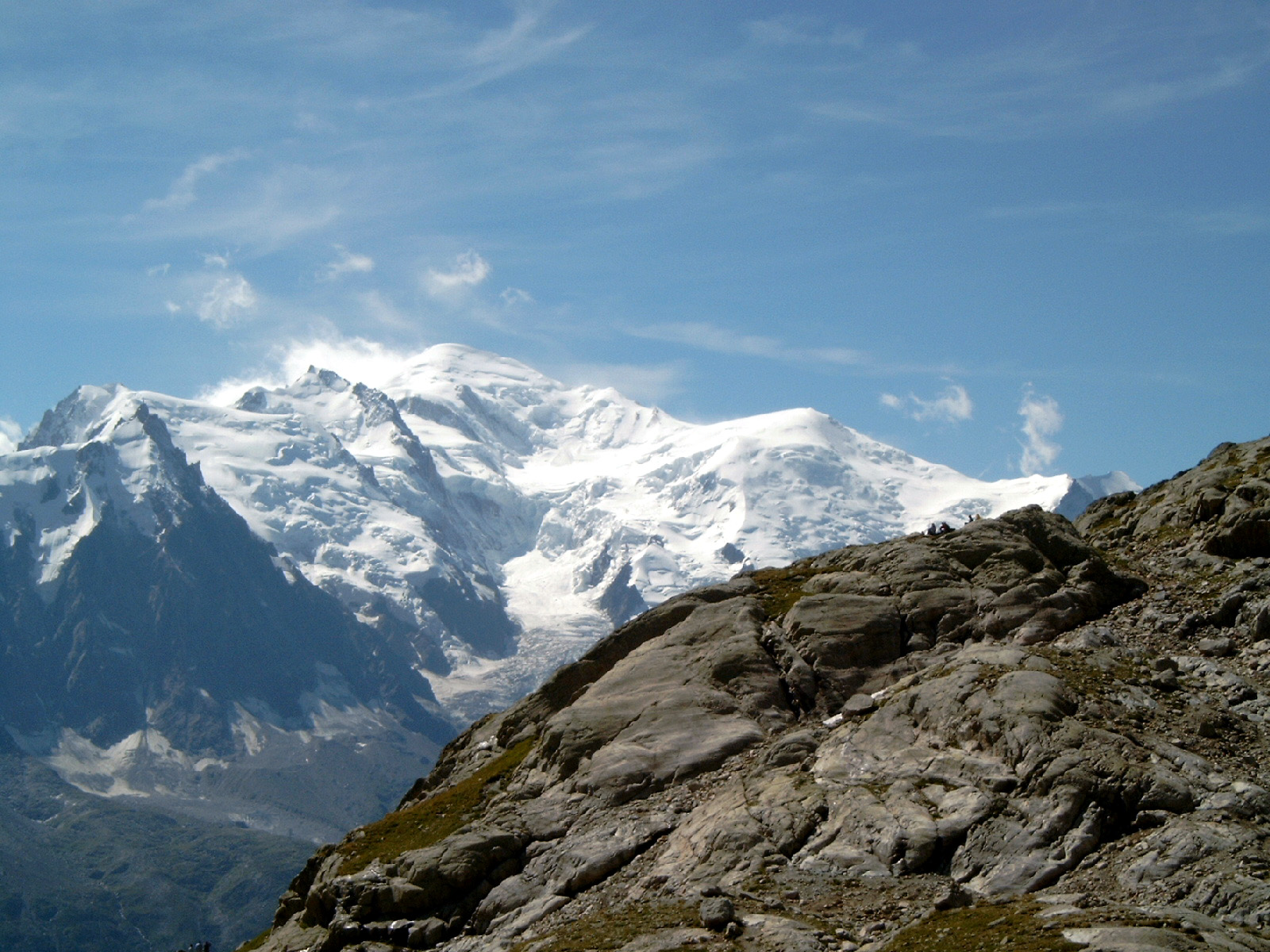
Mont Blanc – najwyższy szczyt we Francji

## Flora
Świat roślinny Francji ze względu na wielkość kraju i rzeźbę jest urozmaicony. Pierwotna roślinność Francji została w znacznym stopniu przeobrażona. W jej miejsce powstały liczne pola uprawne i łąki. Miejsce naturalnych lasów zajęły sztuczne drzewostany. Pod względem fitogeograficznym Francja dzieli się na dwie główne prowincje roślinne: euro syberyjską, która obejmuje większą część kraju, i śródziemnomorską, w południowej części kraju. Trzecim typem jest roślinność górska.
Lasy zajmują 28% powierzchni kraju. Pierwotnym zbiorowiskiem roślinnym Francji był las liściasty, który wciąż obejmuje spore obszary kraju, skupiając się na północy i w środkowej jego części, pomijając jedynie obszary górskie i śródziemnomorskie. We wschodniej, środkowej i północnej Francji rosną lasy z udziałem buku, dębu z domieszką grabu, jaworu oraz jodły. W regionach leżących w bliskim sąsiedztwie Atlantyku (klimat oceaniczny), jak w Normandii, rosną lasy liściaste, a na południu iglaste, gdzie dominuje sosna atlantycka.
W górach występuje piętrowy układ roślinności. W niższych partiach gór rosną lasy z udziałem buka, następnie jodły, zaś wyżej lasy iglaste, gdzie przeważają świerki, modrzewie i sosny. Górna granica lasu przebiega na wysokości między 1800 a 2300 m n.p.m. Ponad piętrem lasów rośnie kosodrzewina i występują łąki wysokogórskie.
Zasięg prowincji śródziemnomorskiej wyznacza granica występowania oliwki. Miejsce pierwotnych lasów liściastych z dębem korkowym i ostrolistnym zajęły odporne na suszę zarośla makii i gaje oliwne. W tym regionie zachowały się lasy kasztanowe i miejsca, gdzie rośnie dąb korkowy, lecz w znaczne mierze szata roślinna została przekształcona. Zarośla i karłowate lasy zostały zastąpione przez rośliny egzotyczne, jak palmy, agawy i eukaliptusy, które przystosowały się do panujących tam warunków. Ważną rośliną uprawną Francji w regionach, gdzie panuje klimat śródziemnomorski jest oliwka i winorośl.

## Fauna
Świat zwierząt typowy dla obszarów Europy, został w dużym stopniu przetrzebiony. Wpływ na taki stan rzeczy miało silne przekształcenie środowiska przyrodniczego w związku z intensywnym rozwojem gospodarczym kraju, a także popularne we Francji łowiectwo. Zwierzęta w większych populacjach żyją tylko w miejscach niedostępnych, głównie wysoko w górach i na terenach objętych ochroną.
Bardzo niewielka jest liczba ssaków, z których np. wilki zostały całkowicie wytępione. Nielicznie występują rysie, bobry, lisy i żyjące na obszarach górskich niedźwiedzie brunatne. Do ssaków kopytnych, które żyją w lasach, należą: jelenie, sarny, daniele i dziki, a wysoko w górach kozice i koziorożce. W Alpach do spotykanych gatunków należy świstak, zaś w Pirenejach rzadko występujący desman pirenejski. Także świat ptaków jest ubogi. W niewielkich ilościach żyją puchacze, orły przednie, orłosępy brodate i sępy płowe. W dużych ilościach występują owady (np. cykady) oraz będące mięczakami ślimaki winniczki, kulinarny przysmak francuskiej kuchni.
We Francji spotykane są także gatunki szeroko rozpowszechnione w Afryce. Do takich zwierząt należy żyjąca w środkowej i południowej Francji żeneta oraz występujący na Korsyce kot nubijski; w delcie Rodanu spotkać można flamingi.
Ochroną objęto 12% powierzchni kraju (2008), w tym 6 parków narodowych, z których 3 znajdują się w Alpach.